# 庫韋拉伊
庫韋拉伊（葡萄牙語：Cuvelai），是位於安哥拉南部的城鎮，由庫內納省負責管轄，面積16,270平方公里，海拔高度1,231米，2006年人口48,468，人口密度每平方公里3人。